# Kníničky (zaniklá vesnice)
Kníničky (německy Kinitz) jsou zaniklá vesnice, která se rozkládala při řece Svratce na částech území současných katastrů dnešních brněnských městských částí Brno-Kníničky a Brno-Bystrc. Původní vesnice Kníničky vznikla ve středověku v rozšířené části údolí Svratky na levém břehu řeky podél cesty z Brna, Žabovřesk a Komína. Zanikla kvůli výstavbě Brněnské (Kníničské) přehrady v letech 1936–1940, kdy byla zatopena.
Před zaplavením původní vesnice byla ve druhé polovině 30. let vybudována nová vesnice Kníničky, rozkládající se východně od původní vsi při silnici z Bystrce do Jinačovic, do níž se přestěhovala většina obyvatel původních Kníniček. Nová obec měla do roku 1956 identické katastrální území jako původní obec. K 1. lednu 1957 byla většina jejího katastru v okolí nové přehrady připojena k Brnu, zatímco obci zůstalo území jen o málo větší než její intravilán. K 1. červenci 1960 byla připojena k Brnu i nová vesnice, takže katastr Kníniček odpovídal původnímu. Ve druhé polovině 60. let 20. století při radikální druhé katastrální reformě Brna získalo katastrální území Kníniček své současné hranice.
V červnu 2009 při snížení hladiny přehrady (kvůli vyčištění) byly obnaženy zbytky některých zdí, jakož i kousky cihel, křidlic a drobných zlomků keramiky.

## Fotogalerie

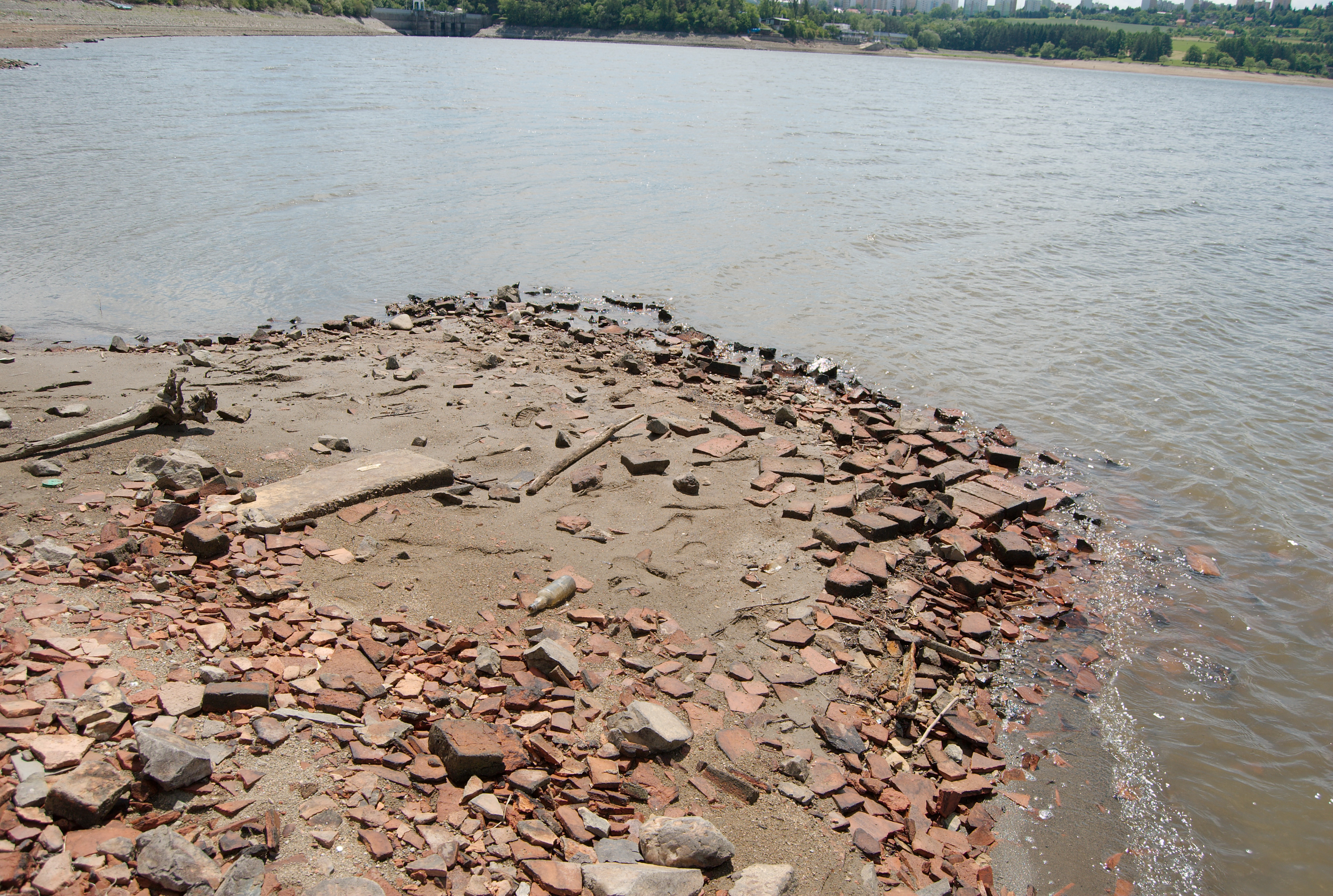
Zbytky původních Kníniček, odkryté v červnu 2009
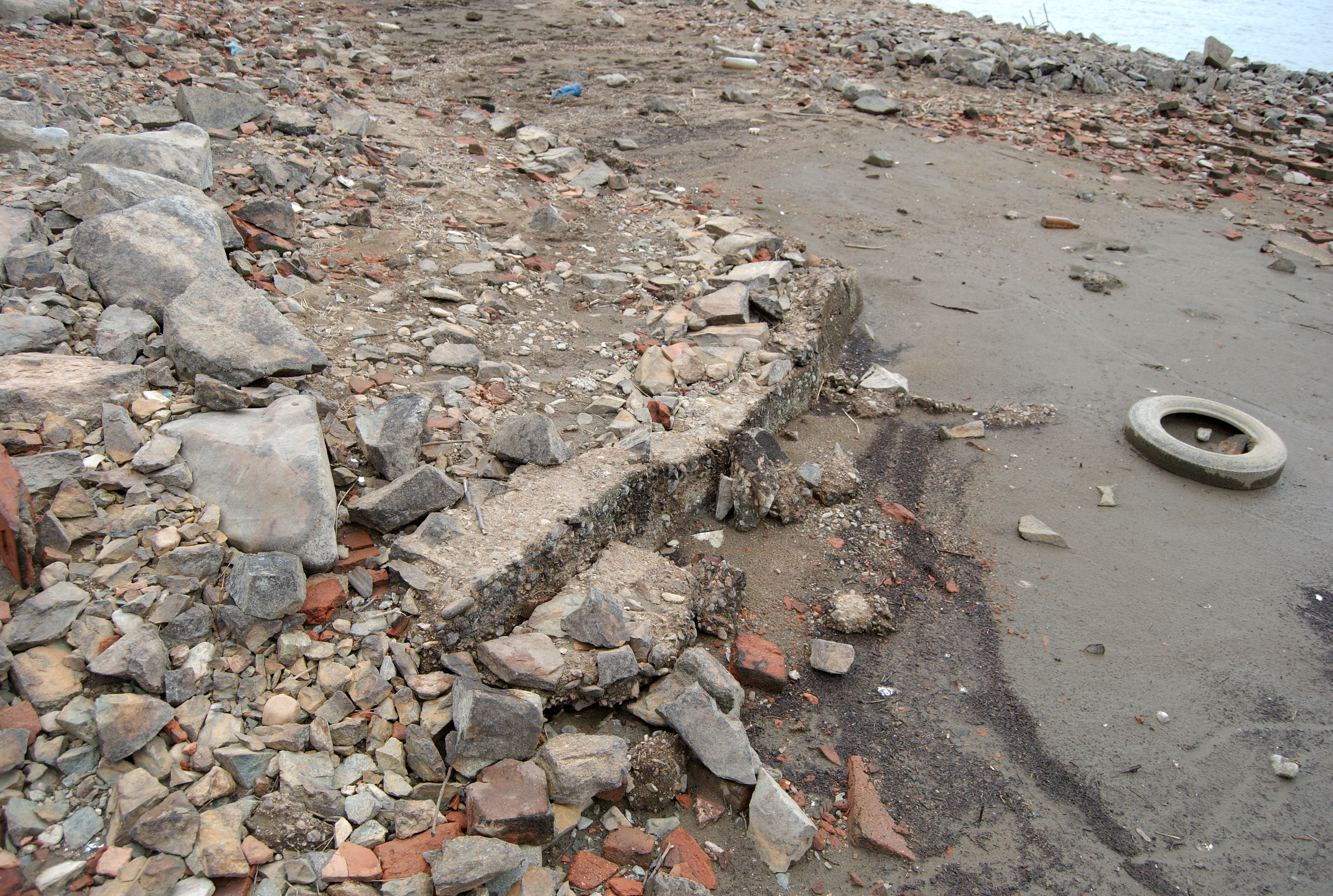
Zbytek jedné ze zdí v původních Kníničkách, odkrytý v červnu 2009